# Gunnar Ekströms professur i numismatik och penninghistoria
Gunnar Ekströms professur i numismatik och penninghistoria inrättades år 1974 som en del av Gunnar Ekströms stiftelse för numismatisk forskning. Professuren var initialt underställd Humanistisk-samhällsvetenskapliga forskningsrådet, men kom år 1991 att via riksdagsbeslut överföras till Stockholms universitet dit verksamheten redan tidigare varit förlagd. Verksamheten vid Arkeologiska institutionen, Stockholms universitet bedrivs inom ramen för Numismatiska forskningsgruppen - NFG - och bekostas fortfarande av stiftelsen.

## Innehavare av Gunnar Ekströms professur i numismatik och penninghistoria
- Brita Malmer 1979-1992
- Kenneth Jonsson 1992-20??
- Jens Christian Moesgaard 2020-